# Crazy Heart
Pour plus de détails, voir Fiche technique et Distribution.
Crazy Heart est un film américain réalisé par Scott Cooper, sorti en 2009.
Le film reçoit deux Oscars en 2010 : celui du meilleur acteur pour Jeff Bridges dans le rôle de Bad Blake et celui de la meilleure chanson originale pour The Weary Kind.

## Synopsis
« Bad Blake » est une ancienne star de musique country qui subsiste modestement en chantant et jouant de la guitare dans les bars et les petites salles de petites villes du Sud-Ouest des États-Unis. Un soir, il fait la connaissance de Jean Craddock, une journaliste locale à laquelle il s'attache.

## Fiche technique
- Titre : Crazy Heart
- Réalisation : Scott Cooper
- Scénario : Scott Cooper, d'après le roman Crazy Heart de Thomas Cobb
- Musique : Stephen Bruton et T-Bone Burnett
- Directeur artistique : Ben Zeller
- Photographie : Barry Markowitz
- Montage : John Axelrad
- Décors : Waldemar Kalinowski et Ben Zeller
- Costumes : Doug Hall
- Producteurs : Eric Brenner, Jeff Bridges, T-Bone Burnett, Judy Cairo, Rob Carliner, Scott Cooper, Robert Duvall, Michael A. Simpson
- Sociétés de production : Butcher's Run Films et Informant Media
- Sociétés de distribution :  Fox Searchlight Pictures,  20th Century Fox
- Pays d'origine : États-Unis
- Langue originale : anglais
- Format : Couleurs - 1,85:1 - Dolby Digital - 35 mm
- Budget : 7 millions de dollars[1]
- Genre : Film dramatique
- Durée : 111 minutes (1h51)
- Dates de sortie :
  -  États-Unis : 16 décembre 2009
  -  France : 3 mars 2010

## Distribution

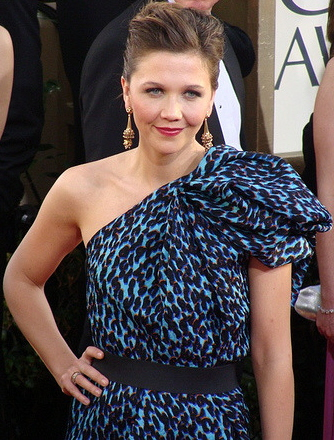
L'actrice Maggie Gyllenhaal en 2009.

- Jeff Bridges (VF : Patrick Floersheim ; VQ : Guy Nadon) : Otis « Bad » Blake
- Maggie Gyllenhaal (VF : Nathalie Bienaimé ; VQ : Éveline Gélinas) : Jean Craddock
- Robert Duvall (VF : Michel Ruhl ; VQ : Hubert Fielden) : Wayne
- Colin Farrell (VF : Jérôme Pauwels ; VQ : Martin Watier) : Tommy Sweet
- Blake Williams : Patron du bar
- Jack Nation (VQ : Vassili Schneider) : Buddy
- Paul Herman (VF : Jean-Luc Kayser ; VQ : Hubert Gagnon) : Jack Greene
- Rick Dial : Wesley Barnes
- Brian Gleason : Steven Reynolds
- James Keane : Manager
- Anna Felix : Barmaid
- Tom Bower : Bill Wilson
- Ryan Bingham : Tony
- Beth Grant : Jo Ann
- Debrianna Mansini (VQ : Johanne Garneau) : Ann
- Jerry Handy : Cowboy
- Ryil Adamson : Ralphie
- J. Michael Oliva : Bear
- David Manzanares : Nick
- Chad Brummett : Jeune gars
- José Marquez : Vieil homme hispanique
- LeAnne Lynch : Infirmière
- William Marquez (VF : Patrice Dozier) : Docteur
- Richard W. Gallegos : Jésus / Juan
- Harry Zinn : Barman
- Josh Berry : Garde de la sécurité
- William Sterchi : Pat
- Annie Corley : Donna
- John Goodman : Un client de bar (caméo)

 Source et légende : version française (VF) sur RS Doublage ; version québécoise (VQ) sur Doublage.qc.ca

## Production

### Développement
Le film est l'adaptation cinématographique du roman Crazy Heart de Thomas Cobb, dans lequel il s'est inspiré des musiciens de country Hank Thompson et Ramblin' Jack Elliott ainsi que de l'auteur Donald Barthelme.
Le scénario est écrit par Scott Cooper, qui réalise ici son premier film : « J'ai grandi avec cette musique, j'ai vécu dans le même monde que Bad Blake. Je sentais que si je n'étais pas capable de faire ça, ayant grandi dans le Sud et baigné dans le Country Rock, c'est qu'il y avait un problème. Je voulais vraiment saisir le mélange d'humour et de pathos qui constitue la vie de Bad, et lui ajouter de la légèreté. Bad est un vieux singe qui ne sait plus s'il peut faire la grimace, un homme qui passe perpétuellement de l'obscurité à la lumière, même si, quoi qu'il arrive, il se dirige toujours vers la rédemption ». Scott Cooper voulait à l'origine faire un film sur Merle Haggard, mais les droits étaient trop chers.

### Caméo
Lors d'un des concerts de Bad Blake, on peut apercevoir au fond à gauche, dans un bar, un caméo de John Goodman en référence à son personnage du film The Big Lebowski dont il partageait l'affiche avec Jeff Bridges qui interprète d'ailleurs le personnage de Bad Blake. Le caméo est d'autant plus frappant que John Goodman porte exactement la même tenue que dans le film The Big Lebowski des frères Coen.

### Tournage
Le film est principalement tourné au Nouveau-Mexique (Albuquerque, Española, Galisteo, Santa Fe) ainsi que quelques scènes à Los Angeles.

## Bande originale
La bande originale est composée et écrite par T-Bone Burnett, Stephen Bruton et Ryan Bingham. En mai 2009, Stephen Bruton décède d'un cancer de la gorge, dans la maison de son ami T-Bone Burnett, qui expliquera le travail de Stephen Bruton : « Je reste impressionné par la force artistique et la force d'esprit dont Stephen a fait preuve tout au long du processus créatif alors même qu'il menait une rude bataille contre la maladie. Il a coécrit la plupart des chansons, a joué une grande partie de la partition du film, a coaché les acteurs, et a été sur le plateau tout au long du tournage, pour s'assurer que ce que l'on filmait était réaliste. Je crois qu'il y a beaucoup de Stephen dans Bad Blake. Stephen a vécu la même vie – à l'extrême ».

« Nous avons enregistré une musique en analogique pour rester en rapport avec l'époque à laquelle se passe le film. Nous nous sommes même référés aux enregistrements analogiques des sources qui nous ont inspirés. En effet, ces sources provenaient de CD gravés dans les années 80 avec les équipements de mauvaise qualité de l'époque. Lorsque nous avons récupéré les versions repiquées des masters originaux, la différence de réalité que cela a donné au monde que nous étions en train de créer était profonde. Scott a insisté sur le fait que chaque aspect de ce film se devait d'être authentique, et c'était sûrement le domaine où l'authenticité était la plus cruciale. »

— Stephen Bruton
T-Bone Burnett produit également le film car il était très emballé par le projet : « sachant que Scott Cooper avait été musicien, et connaissait donc les réalités de la vie sur la route, il y avait là le formidable potentiel de faire un film qui retranscrirait l'expérience d'être musicien de manière totalement authentique. Il m'a fait réaliser qu'il pourrait faire un film qui résisterait au passage du temps. Il s'y connaît beaucoup en Country, connaît très bien le Sud et le monde où tous ces personnages vivent ».
La musique du film offrira plusieurs prix au film dont le Golden Globe de la meilleure chanson originale pour The Weary Kind.
Liste des titres
| 1.    | Hold On You                           | Stephen Bruton, T-Bone Burnett, John Goodwin, Bob Neuwirth | Jeff Bridges                | 2:53 |
| 2.    | Hello Trouble                         | Orville Couch, Eddie McDuff                                | Buck Owens                  | 1:52 |
| 3.    | My Baby's Gone                        | Hazel Houser                                               | The Louvin Brothers         | 2:46 |
| 4.    | Somebody Else                         | Bruton, Burnett                                            | Jeff Bridges                | 4:38 |
| 5.    | I Don't Know                          | Bruton, Burnett                                            | Ryan Bingham                | 2:23 |
| 6.    | Fallin' & Flyin'                      | Bruton, Gary Nicholson                                     | Jeff Bridges                | 3:02 |
| 7.    | I Don't Know                          | Bruton, Burnett                                            | Jeff Bridges                | 2:15 |
| 8.    | Once a Gambler                        | Sam Hopkins                                                | Lightnin' Hopkins           | 4:55 |
| 9.    | Are You Sure Hank Done It This Way    | Waylon Jennings                                            | Waylon Jennings             | 2:55 |
| 10.   | Fallin' & Flyin'                      | Bruton, Nicholson                                          | Colin Farrell, Jeff Bridges | 2:42 |
| 11.   | Gone, Gone, Gone                      | Ryan Bingham, Burnett                                      | Colin Farrell               | 2:39 |
| 12.   | If I Needed You                       | Townes Van Zandt                                           | Townes Van Zandt            | 3:26 |
| 13.   | Reflecting Light                      | Sam Phillips                                               | Sam Phillips                | 3:21 |
| 14.   | Live Forever                          | Billy Joe Shaver, Eddy Shaver                              | Robert Duvall               | 0:50 |
| 15.   | Brand New Angel                       | Greg Brown                                                 | Jeff Bridges                | 3:48 |
| 16.   | The Weary Kind (thème de Crazy Heart) | Bingham, Burnett                                           | Ryan Bingham                | 4:18 |
| 48:43 |                                       |                                                            |                             |      |

### Édition Deluxe limitée
1. Hold On You
2. Hello Trouble
3. My Baby's Gone
4. Somebody Else (instrumental) - interprété par Stephen Bruton
5. Somebody Else
6. I Don't Know
7. Wesley's Piano - interprété par Thomas Canning
8. Fallin' & Flyin
9. Searching (For Someone Like You) - interprété par Kitty Wells
10. I Don't Know
11. Once a Gambler
12. Are You Sure Hank Done It This Way
13. I Let the Freight Train Carry Me On - interprété par The Delmore Brothers
14. Color of the Blues - interprété par George Jones
15. Joy - interprété par Lucinda Williams
16. Fallin' & Flyin'
17. Gone, Gone, Gone
18. If I Needed You
19. Reflecting Light
20. Mal Hombre - interprété par Lydia Mendoza
21. Live Forever
22. Brand New Angel
23. The Weary Kind (thème musical de Crazy Heart)

## Distinctions

### Récompenses
- Oscars 2010 :
  - Meilleur acteur pour Jeff Bridges
  - Meilleure chanson originale pour The Weary Kind
- Golden Globes 2010 :
  - Meilleur acteur dans un film dramatique] pour Jeff Bridges
  - Meilleure chanson originale pour The Weary Kind
- Film Independent's Spirit Awards 2010 :
  - Meilleur premier film
  - Meilleur acteur pour Jeff Bridges
- Satellite Awards 2009 : meilleure chanson originale pour The Weary Kind

### Nominations
- Oscars 2010 : meilleure actrice dans un second rôle pour Maggie Gyllenhaal
- Satellite Awards 2009 : meilleur premier scénario